# قمة الألفية

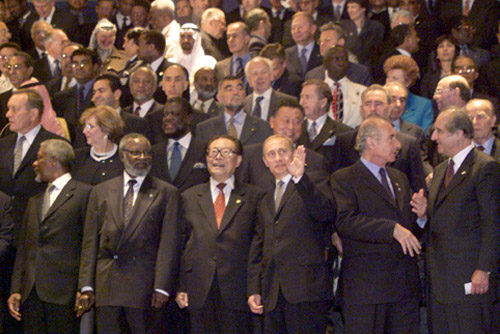
رؤساء الدول في القمة.

كانت قمة الألفية بمثابة اجتماع بين العديد من قادة العالم لمدة ثلاثة أيام من 6 سبتمبر  إلى 8 سبتمبر 2000  في مقر الأمم المتحدة في مدينة نيويورك. كان الغرض منها مناقشة دور الأمم المتحدة في مطلع القرن الحادي والعشرين.  في هذا الاجتماع، صدق قادة العالم على إعلان الأمم المتحدة للألفية.  كان هذا الاجتماع أكبر تجمع لزعماء العالم في التاريخ اعتبارًا من عام 2000. وأعقب ذلك مؤتمر القمة العالمي بعد خمس سنوات، الذي انعقد في الفترة من 14 إلى 16 أيلول / سبتمبر 2005.

## الأهداف
وقد نص قرار الجمعية العامة الذي اتخذ بشأن هذه القمة على أنها حاولت اغتنام «لحظة فريدة ومقنعة رمزياً للتعبير عن رؤية حيوية للأمم المتحدة وتأكيدها».
في هذه القمة، وافقت 189 دولة عضو في الأمم المتحدة على مساعدة المواطنين في أفقر دول العالم لتحقيق حياة أفضل بحلول عام 2015. ويرد إطار هذا التقدم في الأهداف الإنمائية للألفية. هذه الأهداف مستمدة من إعلان الألفية.  وقد ركزت هذه القمة على العديد من القضايا العالمية، مثل الفقر والإيدز وكيفية تقاسم فوائد العولمة بشكل أكثر إنصافًا. 

## الوفود
في 5 سبتمبر 2000، بدأ المندوبون من جميع أنحاء العالم بالسفر إلى الولايات المتحدة لحضور قمة الألفية. وتفقد مسؤولو الخطوط الجوية الأمريكية وفد كوريا الشمالية في مطار فرانكفورت الدولي أثناء توقفهم في ألمانيا  وطالب موظفو شركة أمريكان إيرلاينز بتفتيش أعضاء الوفد وممتلكاتهم. استجابة لهذه المطالب، سحبت حكومة كوريا الشمالية وفدها من القمة. كدبلوماسيين، لا ينبغي أن يخضع المسؤولون للتفتيش. 
شارك أكثر من 150 من قادة العالم في المناقشة، بما في ذلك 100 رئيس دولة، و47 رئيس حكومة، وثلاثة ولي عهد، وخمسة نواب رئيس، وثلاثة نواب رئيس وزراء، و 8000 مندوب آخر.  كما حضرت مجموعة الـ 77 لمناقشة التغييرات التي واجهتها الأمم المتحدة في مطلع القرن الحادي والعشرين.

## القمة
ترأس رئيس فنلندا تاريا هالونين ورئيس ناميبيا سام نجوما قمة الألفية. وكان ذلك بسبب رئاسة ثيو بن غوريراب للجمعية العامة في الدورة الرابعة والخمسين ورئاسة هاري هولكيري في الدورة الخامسة والخمسين . لذلك، تم اختيار رئيسي دولتي فنلندا وناميبيا لرئاسة القمة.
افتتح كوفي أنان، الأمين العام للأمم المتحدة، قمة الألفية يوم الأربعاء 6 أيلول / سبتمبر 2000. وقبل الانتقال إلى القمة، دعا عنان إلى التزام الصمت لمدة دقيقة حدادًا على مقتل أربعة من موظفي الأمم المتحدة في تيمور الغربية على أيدي رجال ميليشيات موالية لإندونيسيا. وجه الرئيس الأمريكي بيل كلينتون والرئيس الروسي فلاديمير بوتين نداء من أجل السلام العالمي ونزع السلاح. وتحدث 63 متحدثًا آخر لمدة خمس دقائق لكل منهم. خلال فترة القمة، عقد بيل كلينتون اجتماعات منفصلة مع رئيس الوزراء الإسرائيلي إيهود باراك والزعيم الفلسطيني ياسر عرفات، ودعاهم إلى التوصل إلى اتفاق سلام بين البلدين،  على الرغم من عدم إحراز تقدم فعلي في القيام بذلك. ومع ذلك، كان الطرفان لا يزالان ملتزمين بالتوصل إلى مثل هذا الاتفاق. 
في يوم الخميس الموافق 7 سبتمبر 2000، ناقش رؤساء دول مختلفة قضايا حفظ السلام. وناقشوا هذه القضايا في اجتماع مائدة مستديرة لمجلس الأمن التابع للأمم المتحدة. وكان من المقرر عقد 70 متحدثًا لهذا اليوم خلال القمة، من بينهم الرئيس الصيني جيانغ تسه مين، ورئيس جنوب إفريقيا ثابو مبيكي، ورئيس سريلانكا تشاندريكا كوماراتونجا، ورئيس الوزراء الياباني يوشيرو موري، ورئيس سيراليون أحمد كبه. 
انتهى اليوم الأخير من قمة الألفية، الجمعة 8 سبتمبر 2000، بعد أن تحدث 60 من قادة العالم لمدة خمس دقائق لكل منهم. وكان من بين المتحدثين الرئيس الاندونيسى عبد الرحمن وحيد ورئيس زيمبابوى روبرت موغابى والرئيس النيجيري اولوسيجون اوباسانجو ورئيس الوزراء الهندي اتال بيهارى فاجبايى. 

### مفاوضات السلام في الشرق الأوسط
دعا رئيس الوزراء الإسرائيلي إيهود باراك الزعيم الفلسطيني ياسر عرفات إلى التوصل إلى اتفاق معه. وقال باراك خلال القمة: 
 «إن فرصة السلام في الشرق الأوسط متاحة الآن ويجب عدم تفويتها. القدس، العاصمة الأبدية لإسرائيل، تدعو الآن إلى سلام الشرف والشجاعة والأخوة. نحن ندرك أن القدس هي أيضًا مقدسة لدى المسلمين والمسيحيين في جميع أنحاء العالم ويقدرها جيراننا الفلسطينيون. سيعكس السلام الحقيقي كل هذه الروابط».  
 ورد ياسر عرفات على تصريحات إيهود باراك بالقول إن الفلسطينيين ساهموا بالفعل في جهود السلام من خلال تقديم تضحيات كبيرة من أجل التوصل إلى حل وسط بين البلدين. 

### قوات حفظ السلام
حث رئيس وزراء المملكة المتحدة توني بلير على إصلاح قوات حفظ السلام التابعة للأمم المتحدة. وطالب بتكوين أركان عسكرية للإشراف على العمليات.  كما شدد الرئيس الأمريكي بيل كلينتون على أهمية بعثات حفظ السلام هذه. 

### إعلان الألفية
تم تبني إعلان الألفية خلال قمة الألفية من قبل قادة العالم الذين حضروا، وسعوا جاهدين إلى «تحرير جميع الرجال والنساء والأطفال من ظروف الفقر المدقع المهينة». بحلول نهاية القمة، تمت صياغة الفصول الثمانية لإعلان الألفية، والتي تم من خلالها الترويج للأهداف الإنمائية للألفية، التي وضعتها في الأصل منظمة التعاون الاقتصادي والتنمية، بشكل خاص في السنوات التي تلت القمة.  اتفق المندوبون في هذه القمة على الفصول الثمانية التالية: 
1. القيم والمبادئ
2. السلام والأمن ونزع السلاح
3. التنمية والقضاء على الفقر
4. حماية بيئتنا المشتركة
5. حقوق الإنسان والديمقراطية والحكم الرشيد
6. حماية المستضعفين
7. تلبية الاحتياجات الخاصة لأفريقيا
8. تعزيز الأمم المتحدة

## متابعة
ومن المقرر عقد مؤتمرات قمة إضافية كل خمس سنوات بعد قمة الألفية لتقييم التقدم الذي تحرزه الأمم المتحدة في بلوغ الأهداف الإنمائية للألفية. عُقدت أول متابعة لقمة الألفية في عام 2005 في مؤتمر القمة العالمي لعام 2005.
ستُعقد قمة الأمم المتحدة لاعتماد جدول أعمال التنمية لما بعد عام 2015 في الفترة من 25 إلى 27 أيلول / سبتمبر 2015 في نيويورك، وستُعقد كاجتماع عام رفيع المستوى للجمعية العامة.  المواضيع الستة المقترحة للحوارات التفاعلية هي:
- القضاء على الفقر بكافة أبعاده ومعالجة عدم المساواة
- معالجة تغير المناخ وتحقيق أنماط حياة أكثر استدامة
- بناء اقتصادات قوية وشاملة ومرنة
- تعزيز المجتمعات السلمية والمؤسسات القوية
- شراكة عالمية متجددة ووسائل ملائمة للتنفيذ
- مراجعة التقدم المحرز في التزامات أهداف التنمية المستدامة

## الحواشي
1. ↑  "General Assembly Session 55, Meeting 3". 6 سبتمبر 2000. مؤرشف من الأصل في 2007-07-10.
2. ↑  "General Assembly Session 55, Meeting 8". 8 سبتمبر 2000. مؤرشف من الأصل في 2007-09-26.
3. 1 2 3 4  "UN summit agenda; The largest gathering of world leaders in history meets in New York to discuss the role of the United Nations in the 21st century". BBC News. 7 ديسمبر 2000. مؤرشف من الأصل في 2020-09-16. اطلع عليه بتاريخ 2006-11-22.
4. ↑  "The Millennium Summit and Its Follow Up". Global Policy Forum. مؤرشف من الأصل في 2009-05-03. اطلع عليه بتاريخ 2006-11-22.
5. ↑  "https://www.unfpa.org/icpd". UNFPA. مؤرشف من الأصل في 2020-09-16. اطلع عليه بتاريخ 2006-11-23. {{استشهاد ويب}}: روابط خارجية في |عنوان= (مساعدة)
6. 1 2 3 4  "No Mid-East advance at UN summit". بي بي سي News. 7 سبتمبر 2000. مؤرشف من الأصل في 2020-09-16. اطلع عليه بتاريخ 2006-12-07.
7. ↑  "Clinton Voices Regret Over Frankfurt Airport Confrontation". People's Daily. 8 سبتمبر 2000. مؤرشف من الأصل في 2012-10-01. اطلع عليه بتاريخ 2006-11-22.
8. ↑  "US regrets 'insult' to North Korea". BBC News. 5 سبتمبر 2000. مؤرشف من الأصل في 2020-09-16. اطلع عليه بتاريخ 2006-11-22.
9. ↑  "United Nations Millennium Declaration". مؤرشف من الأصل في 2006-12-29. اطلع عليه بتاريخ 2006-12-23.
10. ↑  "Blair calls for UN force shake-up". بي بي سي News. 6 سبتمبر 2006. مؤرشف من الأصل في 2020-09-16. اطلع عليه بتاريخ 2006-12-07.
11. ↑  Wildmoon، KC (6 سبتمبر 2000). "Clinton welcomes world leaders to U.N. Millennium Summit; Deaths in West Timor cast shadow over historic conference". سي إن إن. مؤرشف من الأصل في 2013-04-08. اطلع عليه بتاريخ 2006-12-09.
12. ↑  "OECD Development Co-operation Directorate: The DAC's role in the genesis of the Millennium Development Goals". مؤرشف من الأصل في 2010-03-05. اطلع عليه بتاريخ 2007-09-09.
13. ↑  "A/res/55/2 United Nations Millennium Declaration". مؤرشف من الأصل في 2019-08-07. اطلع عليه بتاريخ 2007-09-09.
14. ↑  "United Nations Summit to adopt the post-2015 development agenda". 6 أبريل 2015. مؤرشف من الأصل في 2020-09-16.

## روابط خارجية
- نسخة من إعلان الألفية
- ليل - الأهداف الإنمائية للألفية للأطفال

وصلة= ⇒ قصص التعاون التنموي </br>وصلة= ⇒ قضايا التعاون الإنمائي </br>وصلة= ⇒ فيلم وثائقي عن مشروع فريندا: قصص عن الأهداف الإنمائية للألفية </br>